# Protoptilum smittii
Protoptilum smittii is een Pennatulaceasoort uit de familie van de Protoptilidae. De wetenschappelijke naam van de soort is voor het eerst geldig gepubliceerd in 1872 door Kölliker.